# Microregione di Vale do Pajeú
Vale do Pajeú o Pajeú è una microregione dello Stato del Pernambuco in Brasile, appartenente alla mesoregione di Sertão Pernambucano.
È una suddivisione creata puramente per fini statistici, pertanto non è un'entità politica o amministrativa.

## Comuni
Comprende 17 comuni:
- Afogados da Ingazeira
- Brejinho
- Calumbi
- Carnaíba
- Flores
- Iguaracy
- Ingazeira
- Itapetim
- Quixaba
- Santa Cruz da Baixa Verde
- Santa Terezinha
- São José do Egito
- Serra Talhada
- Solidão
- Tabira
- Triunfo
- Tuparetama